# Le Chemin du paradis (film, 1955)
Pour les articles homonymes, voir Le Chemin du paradis.
Pour plus de détails, voir Fiche technique et Distribution.
Le Chemin du paradis (Die Drei von der Tankstelle) est un film musical allemand réalisé par Hans Wolff et sorti en 1955. Il s'agit du remake du film homonyme sorti en 1930. Comme son prédécesseur, le film a été tourné simultanément avec deux distributions, allemande et française.

## Synopsis
Après avoir perdu leur argent, trois jeunes hommes vont travailler dans une station-service où ils tombent tous amoureux de la même femme.

## Fiche technique
- Titre original : Die Drei von der Tankstelle
- Titre français : Le Chemin du paradis
- Réalisation : Hans Wolff et Willi Forst
- Scénario : Gustav Kampendonk d'après le scénario original de Franz Schulz et Paul Frank ; André Tabet (adaptation française)
- Direction artistique : Kurt Herlth, Hans Kuhnert
- Costumes : Trude Ulrich
- Photographie : Willi Sohm
- Montage : Hermann Leitner
- Musique : Henri Betti et Werner R. Heymann
- Production : Kurt Ulrich, Willi Forst
- Sociétés de production : Berolina (Allemagne), Comptoir d'expansion cinématographique (France)
- Pays d'origine :  Allemagne de l'Ouest /  France
- Langue : allemand, français
- Genre : Film musical
- Format : Couleur - 35 mm - 1,37:1 - son mono
- Durée : 93 minutes
- Dates de sortie :  
  - Allemagne de l'Ouest : 22 décembre 1955
  - France : 26 décembre 1956
- Affiche : Guy-Gérard Noël (France)

## Distribution
Version allemande
- Adrian Hoven : Peter
- Walter Müller : Robert
- Walter Giller : Fritz
- Germaine Damar : Gaby Kossmann
- Willy Fritsch : Consul Willy Kossmann
- Claude Farell : Irene von Turoff
- Oskar Sima : Dr. Calmus
- Wolfgang Neuss : Prokurist Bügel

Version française
- Georges Guétary : Pierre
- Jacques Jouanneau : Robert
- Yves Furet : Fred
- Christine Carrère
- Claude Farell

## Chansons du film
- Avoir un bon copain
  - Musique : Werner R. Heymann
  - Paroles : Jean Boyer
  - Interprétation : Georges Guétary

- Cherchez la Femme
  - Musique : Henri Betti
  - Paroles : André Hornez
  - Interprétation : Georges Guétary

- Tout Vient à Point
  - Musique : Henri Betti
  - Paroles : André Hornez
  - Interprétation : Georges Guétary

- Tout est Permis quand on Rêve
  - Musique : Werner R. Heymann
  - Paroles : Jean Boyer
  - Interprétation : Georges Guétary

- Ce n'est pas tout
  - Musique : Jean Lutèce
  - Paroles : Jacques Larue
  - Interprétation : Georges Guétary